# Presente (Piero Pelù)
Presente è un album raccolta del cantautore italiano Piero Pelù, contenente alcuni brani della sua carriera solista più gli inediti Nel mio mondo e Presente.
Il disco rappresenta la fine della collaborazione di Pelù con la Warner.
Ne esiste, oltre ad una versione contenente un unico CD, una versione limitata in digipack contenente un DVD nel quale sono inclusi tutti i video della carriera solista dal 1999 al 2005.
Nel video dell'inedito Nel mio mondo è presente un cameo del sacerdote Don Gallo, al quale è dedicato il brano.

## Tracce CD
1. Nel mio mondo - 3:20 (P.Pelù)
2. Il mio nome è mai più (con Ligabue e Jovanotti) - 4:32 (Ligabue, Jovanotti, P.Pelù)
3. Io ci sarò - 4:24 (P.Pelù)
4. Toro loco - 3:55 (P.Pelù)
5. Buongiorno mattina - 4:55 (P.Pelù)
6. Pugni chiusi (Cover I Ribelli) - 3:37 (L.Beretta, R.Gianco)
7. Bene bene male male (Radio Version) - 3:43  (P.Pelù)
8. Stesso futuro - 4:52 (P.Pelù)
9. Tacabanda - 4:03 (P.Pelù)
10. Prendimi così - 5:28 (P.Pelù)
11. Dea musica - 3:59 (P.Pelù)
12. Soggetti smarriti - 4:11 (GH Version 2005) (P.Pelù)
13. Esco o resto - 4:30 (P.Pelù)
14. Re del silenzio - 4:59 (P.Pelù-A.Aiazzi/G.Maroccolo/P.Pelù/F.Renzulli)
15. Presente - 4:41 (P.Pelù/P.Pelù-C.Maramotti)

- Tracce 1 e 15 - Inediti
- Traccia 2 - Dal singolo Il mio nome è mai più
- Tracce da 3 a 5 - Dall'album Né buoni né cattivi
- Traccia 6 - Dal singolo di Io ci sarò, cover de I Ribelli
- Tracce da 7 a 9 - Dall'album U.D.S. - L'uomo della strada
- Tracce da 10 a 14 - Dall'album Soggetti smarriti

## Tracce DVD
1. Nel mio mondo
2. Il mio nome è mai più
3. Io ci sarò
4. Toro loco
5. Buongiorno mattina
6. Bene bene male male
7. Stesso futuro
8. Prendimi così
9. Dea musica
10. Soggetti smarriti
11. Bomba boomerang
12. Raga'n'roll bueno
13. Amore immaginato (Bonus Video)

## Singoli/Video
1. Nel mio mondo (promo, videoclip)

## Formazione
- Piero Pelù - voce, chitarra
- Vinnie Colaiuta - batteria
- Frank Caballero - batteria
- Roberto Gualdi - batteria
- Franco Caforio - batteria
- Pier Foschi - batteria
- Paolo Baglioni - batteria
- Alfredo Golino - batteria
- Daniele Bagni - basso
- Franco Li Causi - basso
- Fortu Saccà - basso
- Gianni Maroccolo - basso
- Antonio Gabellini - chitarra
- Mel Previte - chitarra
- Fabrizio Barbacci - chitarra
- Cristiano Maramotti - chitarra
- Davide Ferrario - chitarra
- Michele Centonze - chitarra
- Federico Poggipollini - chitarra
- Erriquez - chitarra
- Finaz - chitarra
- Roberto Terzani - tastiere, chitarra
- Antonio Aiazzi - tastiere
- Boosta - tastiere
- Michele Braga - tastiere
- Riccardo Tesi - organetto
- Roy Paci - tromba
- Tony Cattano - trombone

## Classifica
| Classifica (2005) | Posizione massima |
| ----------------- | ----------------- |
| Italia            | 9                 |